# Tewksbury (Massachusetts)
Tewksbury /ˈtʊksbɜːri/ es un pueblo ubicado en el condado de Middlesex en el estado estadounidense de Massachusetts. En el Censo de 2010 tenía una población de 28.961 habitantes y una densidad poblacional de 529,27 personas por km².

## Geografía
Tewksbury se encuentra ubicado en las coordenadas 42°36′44″N 71°13′40″O / 42.61222, -71.22778. Según la Oficina del Censo de los Estados Unidos, Tewksbury tiene una superficie total de 54.72 km², de la cual 53.61 km² corresponden a tierra firme y (2.03%) 1.11 km² es agua.

## Demografía
Según el censo de 2010, había 28.961 personas residiendo en Tewksbury. La densidad de población era de 529,27 hab./km². De los 28.961 habitantes, Tewksbury estaba compuesto por el 94.36% blancos, el 1.11% eran afroamericanos, el 0.11% eran amerindios, el 2.71% eran asiáticos, el 0% eran isleños del Pacífico, el 0.52% eran de otras razas y el 1.18% pertenecían a dos o más razas. Del total de la población el 2.08% eran hispanos o latinos de cualquier raza.